# تاش‌کوپرو

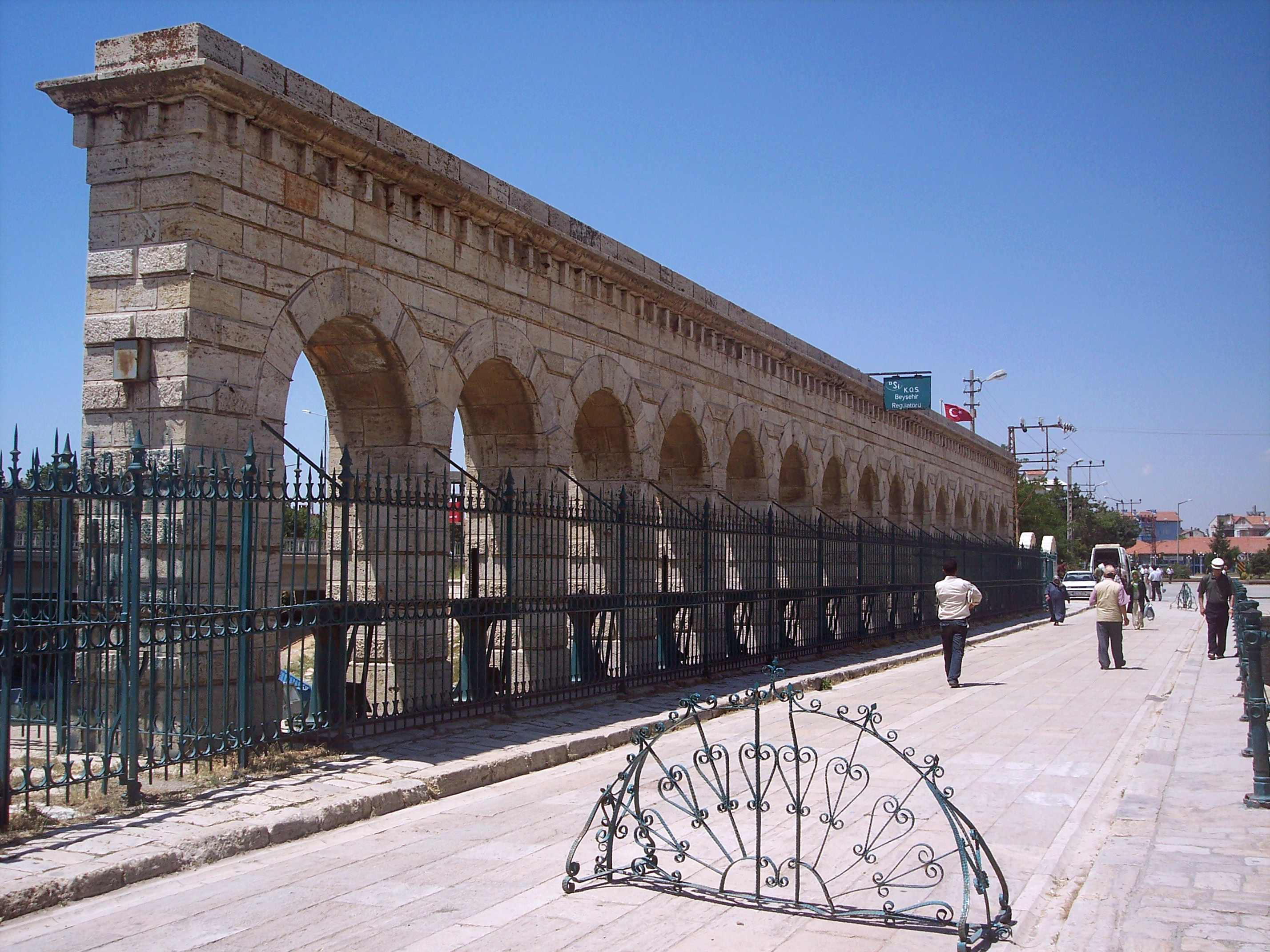

تاش‌کُپرو (ترکی: Taşköprü) به معنای پل سنگی یک سد تنظیم کننده و یک پل ترکیبی است که در منطقه بی‌شهر استان قونیه، و در مرکز ترکیه واقع شده‌است.
این بنا به عنوان بخشی از پروژه آبیاری دشت قونیه در زمین پل قوسی ۸–۱۰ خراب بین سالهای ۱۹۰۸ و ۱۹۱۴ ساخته شد. تکمیل آن به دلیل طغیان مکرر در دریاچه بی‌شهیر به تأخیر افتاد. این سد توسط وزیر بزرگ عثمانی محمد فرید پاشا و به دستور وی ساخته شد.